# فارتاین والن
اولاف فارتاین والن (نروژی: Olav Fartein Valen؛ ۲۵ اوت ۱۸۸۷ – ۱۴ دسامبر ۱۹۵۲) یک آهنگساز، نظریه‌پرداز موسیقی و موسیقی‌دان اهل نروژ بود.
شهرت او به سبب آثار پلی‌فونیک آتونال در موسیقی است. او نوعی پلی‌فونی (چندصدایی) را توسعه داد که از نظر ساختار شبیه به کنترپوان یوهان سباستیان باخ بود، اما به‌جای توالی آکورد، بر پایه کار با موتیف‌ها و مطبوعیت صوتی بنا شده بود.
گلن گولد از ستایش‌کنندگان موسیقی او بود و دربارهٔ «سونات شماره ۲ پیانو» ی او اظهار داشت «واقعاً برای اولین بار در سال‌های اخیر احساس می‌کنم که با یکی از چهره‌های بزرگ موسیقی قرن بیستم روبه‌رو شده‌ام.»